# Чиллікоті (Техас)
Чиллікоті (англ. Chillicothe) — місто (англ. city) в США, в окрузі Гардеман штату Техас. Населення — 549 осіб (2020).

## Географія
Чиллікоті розташоване за координатами 34°15′21″ пн. ш. 99°30′51″ зх. д. / 34.25583° пн. ш. 99.51417° зх. д. (34.255741, -99.514142).  За даними Бюро перепису населення США в 2010 році місто мало площу 2,64 км², з яких 2,64 км² — суходіл та 0,00 км² — водойми.

## Демографія
Згідно з переписом 2010 року, у місті мешкало 707 осіб у 262 домогосподарствах у складі 195 родин. Густота населення становила 267 осіб/км².  Було 355 помешкань (134/км²).
Расовий склад населення:
| - 86,8 % — білих - 4,2 % — чорних або афроамериканців - 0,7 % — корінних американців - 0,4 % — азіатів - 6,2 % — осіб інших рас |

До двох чи більше рас належало 1,6 %. Частка іспаномовних становила 29,6 % від усіх жителів.
За віковим діапазоном населення розподілялося таким чином: 27,2 % — особи молодші 18 років, 55,0 % — особи у віці 18—64 років, 17,8 % — особи у віці 65 років та старші. Медіана віку мешканця становила 39,1 року. На 100 осіб жіночої статі у місті припадало 103,7 чоловіків;  на 100 жінок у віці від 18 років та старших — 103,6 чоловіків також старших 18 років.
Середній дохід на одне домашнє господарство  становив 57 490 доларів США (медіана — 46 719), а середній дохід на одну сім'ю — 63 213 долари (медіана — 52 222). Медіана доходів становила 30 764 долари для чоловіків та 33 750 доларів для жінок. За межею бідності перебувало 14,4 % осіб, у тому числі 24,6 % дітей у віці до 18 років та 21,3 % осіб у віці 65 років та старших.
Цивільне працевлаштоване населення становило 433 особи. Основні галузі зайнятості: сільське господарство, лісництво, риболовля — 31,2 %, освіта, охорона здоров'я та соціальна допомога — 15,7 %, виробництво — 12,0 %.